# كيراني جيمس
كيراني جيمس (1 سبتمبر 1992) عداء غريناداي متخصص في سباق 200 و 400 متر. فاز في بطولة العالم في عام 2011 في سباق 400 متر وفي ودورة الألعاب الأولمبية الصيفية 2012 في لندن. وكان أول فائز بميدالية رياضية أولمبية في تاريخ غرينادا.

## روابط خارجية
- كيراني جيمس على موقع الاتحاد الدولي لألعاب القوى (الإنجليزية)
- كيراني جيمس على موقع الدوري الماسي (الإنجليزية)
- كيراني جيمس على موقع TFRRS.org (الإنجليزية)
- كيراني جيمس على موقع اللجنة الأولمبية الدولية (الإنجليزية)
- كيراني جيمس على موقع أوليمبيديا (الإنجليزية)
- كيراني جيمس على موقع اتحاد ألعاب الكومنولث (مؤرشف) (الإنجليزية)